# Anthurium subscriptum
Anthurium subscriptum är en kallaväxtart som beskrevs av George Sydney Bunting. Anthurium subscriptum ingår i släktet Anthurium och familjen kallaväxter. Inga underarter finns listade.